# Léon Louis Lalanne univerzális "Abaque" számológépe

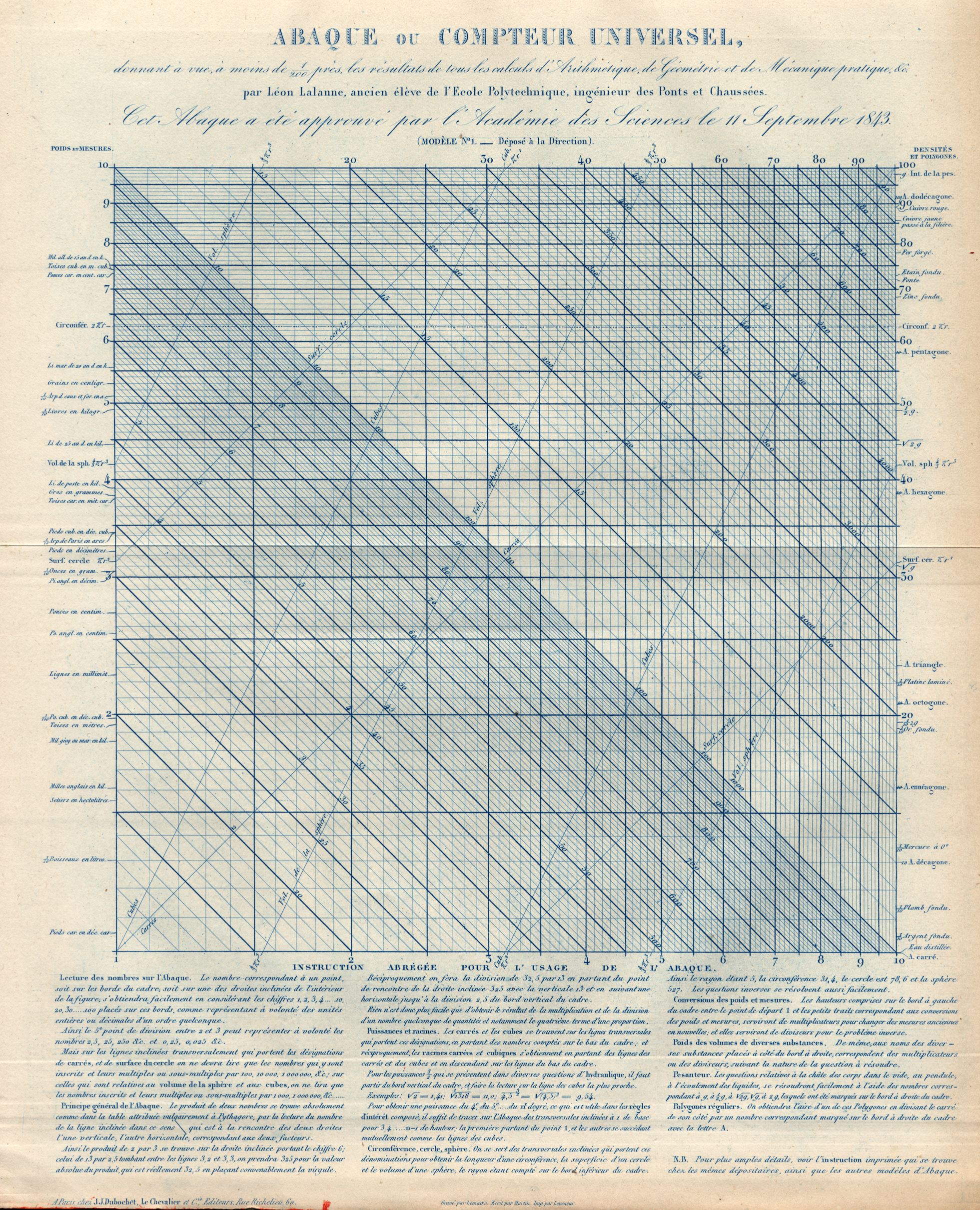
Lalanne "Abaque" számológépe

Léon Louis Lalanne francia mérnök és politikus alkotta meg az általa "Abaque" nak nevezett számolótáblát. Ez a logarléc csúszólécei helyett geometriai megjelenítést adott a logaritmikus skálákkal végzett matematikai műveleteknek. Ezzel Lalanne megalkotta a nomogramot, ami a logarléc továbbfejlesztésének számított.
Ez a gondolat Lalanne egy 1846-os tanulmányában az anamorfózis gondolataival és a projektív transzformációk használatával lett részletesen leírva, nomográfiai eszközét „abaque”-nak nevezve.
Ez az „univerzális számológép” 60 grafikus funkciót tartalmazott. Fél évszázaddal később Maurice d'Ocagne általános elméletet adott a projektív geometriára alapozva a nomográfiával összefüggő nemlineáris skálákra.
Az „abaque”ot bárki elkészítheti saját magának is. A vonalak egymástól való távolsága logaritmikus összefüggésű. Leginkább egy logarléccel a legkönnyebb megszerkeszteni a főbb vonalakat. Ha elsőre furcsának tűnnek a vonalak távolságainak változásai, gondoljanak a gitár bundbeosztására: szintén logaritmikus kialakítású az egymástól való távolságuk.

## Fordítás
- Ez a szócikk részben vagy egészben  a   Léon Lalanne című angol Wikipédia-szócikk ezen változatának fordításán alapul.  Az eredeti cikk szerkesztőit annak laptörténete sorolja fel. Ez a jelzés csupán a megfogalmazás eredetét és a szerzői jogokat jelzi, nem szolgál a cikkben szereplő információk forrásmegjelöléseként.